# Muhamed Butum
Muhamed Butum Hilmi (Mostar, 1869. – Mostar, 1941.), hafiz, hrvatski političar, gradonačelnik Mostara, kulturni djelatnik

## Životopis
Muhamed-Hilmi efendija Butum rodio se u Mostaru u bogatoj obitelji trgovaca i poljoprivrednika, po čemu su mu otac Mustafa i stric bili poznati. U Mostaru se uzgaja smokva "butumka" koja je prema lokalnoj predaji dobila svoje ime po Butumima, koji su ju vjerojatno prvi u Mostaru počeli saditi i uzgajati u Mostaru.
Butum je u završio mekteb, hifz i medresu u Mostaru. Bavio se trgovinom i politikom. Nikad nije obnašao vjersku dužnost. Cijelog života bio je hrvatske orijentacije. Predsjedavao Vakufskim povjerenstvom i bio potpredsjednik Muslimanskog kluba i član raznih ondašnjih mostarskih kulturnih i političkih društava. Gradonačelnik Mostara u NDH od 1941. godine.
Umro je u Mostaru 1941. godine. Pokopan u haremu kod Derviš-pašine džamije u Podhumu. Mjesto i ostaci graditeljske cjeline Derviš-paše Bajezidagića džamije danas su nacionalni spomenik BiH. Harem uz ovu džamiju nalazio se jugozapadno i jugoistočno od džamije i zauzimao je prostor današnjeg džamijskog dvorišta (harema) i još dodatni prostor. Do danas su sačuvana samo dva nišana, a nekad je bilo preko četrdeset grobova s nišanima. Svi su jednostavni i kratki kronogrami u prozi na turskom jeziku, među njima i Butumov gdje na uzglavnom nišanu, koji pri vrhu ima fes, stoji uklesan natpis na hrvatskom jeziku i arapskim pismom: "Godina 1360 (1941). Ovdje leži Muhamed Butum, sin Mustafin."